# Godofredo de Viterbo
Godofredo de Viterbo, en alemán original Gottfried von Viterbo, en francés antiguo Godefroi de Viterbe, en moderno Geoffroy de Viterbe, latinizado Gotifredus o Godefridus Viterbiensis (Viterbo, alto Lacio, c. 1120 - c. 1202) fue un cronista o historiador italiano, señor de Viterbo.

## Biografía
Aunque nacido en Italia, era de origen alemán y en 1133 Lotario III lo llevó a la escuela catedralicia de Bamberg para instruirse. Hacia 1140 se le encuentra en la Cancillería apostólica y después volvió a Alemania para trabajar como secretario de los emperadores Conrado III, Federico I Barbarroja y Enrique VI. Como recompensa por sus más de cuarenta años de servicios diplomáticos se le concedió el feudo de su villa natal, Viterbo, en donde se retiró para revisar y terminar en 1191 su obra más importante, el Pantheon, una historia del mundo o crónica universal desde Adán hasta el año 1186 en prosa y verso latinos que fue muy utilizada en la General estoria de Alfonso X el Sabio y se halla repleta de relatos fabulosos y legendarios. Sus obras se encuentran en el tomo CXCVIII de la Patrología Latina de Migne y en los Monumenta Germaniae historica: Scriptores, XVII. 

## Obras
- Speculum regum (1183)
- Memoria saeculorum seu liber memoriale (1185)
- Liber universalis, (hacia 1187)
- Gesta Frederici, (1155-80)
- Pantheon (1187-91)

- Datos: Q614256